# New Mills
New Mills je město v hrabství Derbyshire v regionu East Midlands. Leží na soutoku řek Sett a Goyt asi 13 kilometrů jihovýchodně od města Stockport a 24 kilometrů od centra Manchesteru. V těsném sousedství města leží hranice Peak District, prvního národního parku na území Anglie. Poblíž soutoku se nachází asi největší turistická atrakce města, 21 metrů hluboká roklina Torrs, hojně využívaná horolezci.

## Historie
New Mills leží v oblasti původně známé jako Bowden Middlecale, což byl soubor deseti menších sídel. Jméno New Mills vzniklo dle mlýna, postaveného v roce 1391 na řece Sett v osadě Ollersett, která je dnes součástí města. Poloha mlýna byla výhodná, protože v těsné blízkosti se nacházel most přes řeku. Od konce 16. století se název mlýna používal i pro skupinu stavení, která vznikla v jeho blízkosti.
Prvním průmyslovým objektem v oblasti byl uhelný důl, později v roce 1788 vznikla první přádelna bavlny. Pro tento druh průmyslu zde byly ideální podmínky; klima, dobře dostupný kvalitní stavební kámen a stabilní podloží u relativně rychle tekoucí řeky. V roce 1810 už v New Mills bylo devět přádelen a další vznikaly v osadě Newtown (dnes je též součástí města), když zde byl otevřen plavební kanál. Spřádání bavlny bylo nedílnou součástí hospodářské činnosti ve městě až do roku 2000, kdy byla poslední ze spřádelen uzavřena.

## Doprava

### Železnice
Ve městě jsou dvě železniční stanice: New Mills Newtown na trati mezi Manchesterem a Buxtonem a New Mills Central na trati mezi Manchesterem a Sheffieldem. Z této stanice vedla též odbočná místní trať do blízkého Hayfieldu, avšak ta byla v roce 1970 zrušena. Po její trase dnes vede asi 4 km dlouhá turistická stezka.

### Autobus
Město je obsluhováno dvěma autobusovými společnostmi. První z nich, firma High Peak Buses, provozuje spoje do Macclesfieldu, Glossopu, Buxtonu, Chapel-en-le-Frith a Marplu. Druhým dopravcem je společnost Stagecoach, která zajišťuje spojení se Stockportem.

### Silniční doprava
Okrajem města v Newtownu prochází hlavní silnice A6 spojující Manchester a Buxton. Ta představuje nejdůležitější spojnici města s oblastí Velkého Manchesteru.

## Sport
V městě sídlí fotbalový klub New Mills AFC, hrající své zápasy na stadionu Church Lane s kapacitou 1 400 diváků. Klub byl založen v roce 1919 a v současnosti (sezóna 2016/17) hraje North West Counties League Premier Division, která je devátou nejvyšší fotbalovou soutěží v Anglii.

## Fotogalerie

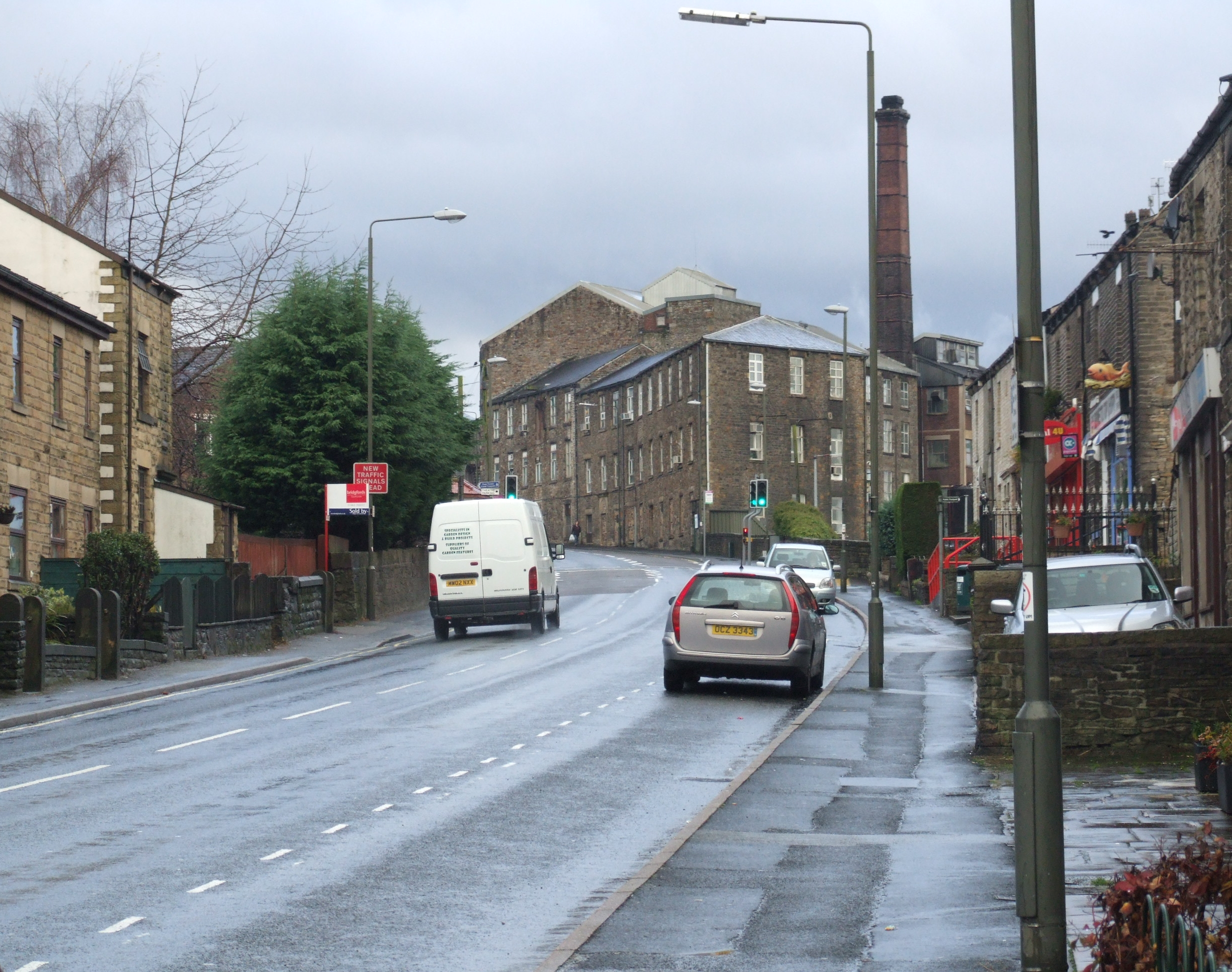
V jedné z bývalých spřádelen dnes sídlí továrna na cukrovinky Swizzels.
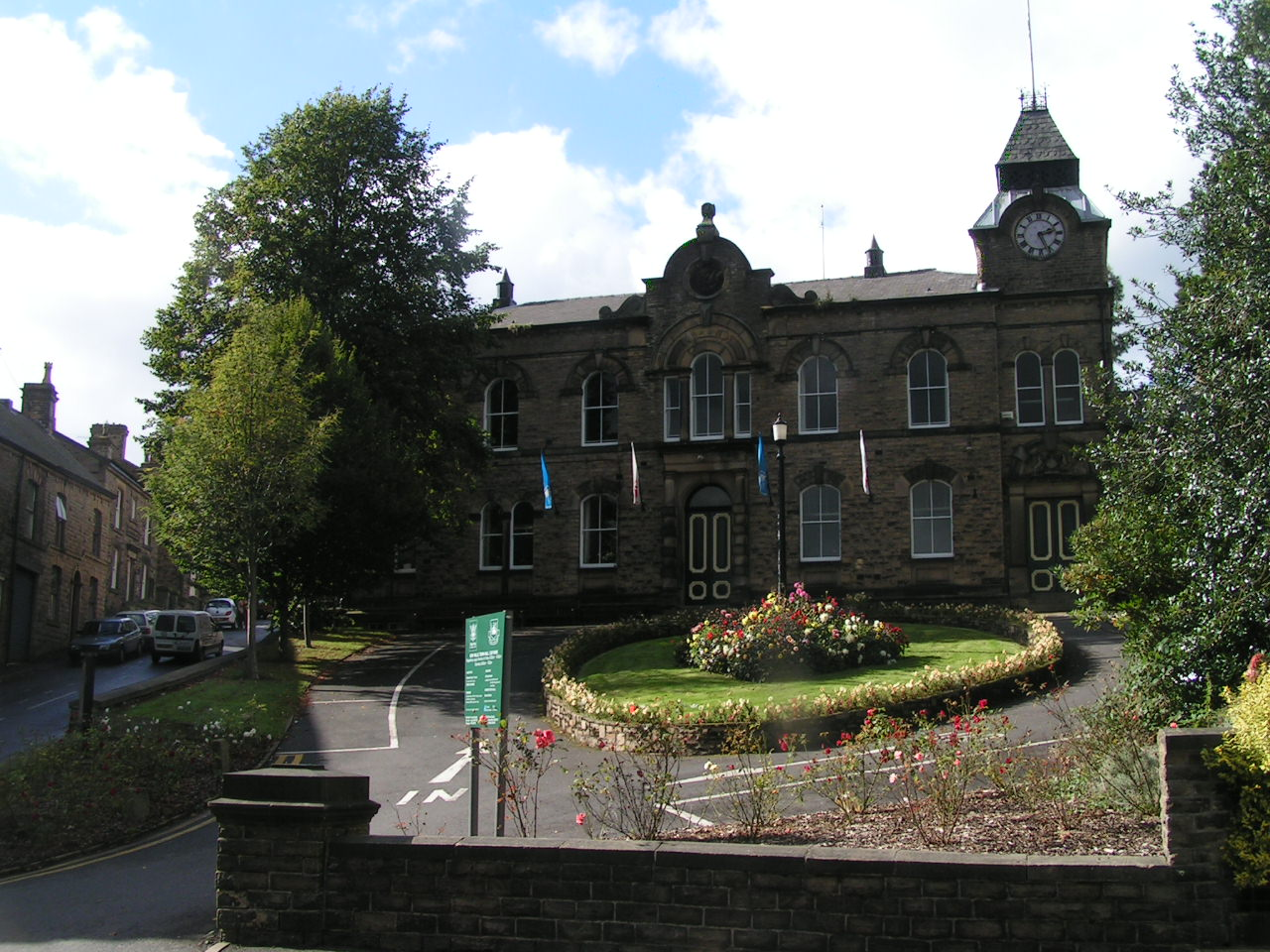
Radnice v New Mills, postavená v roce 1871.
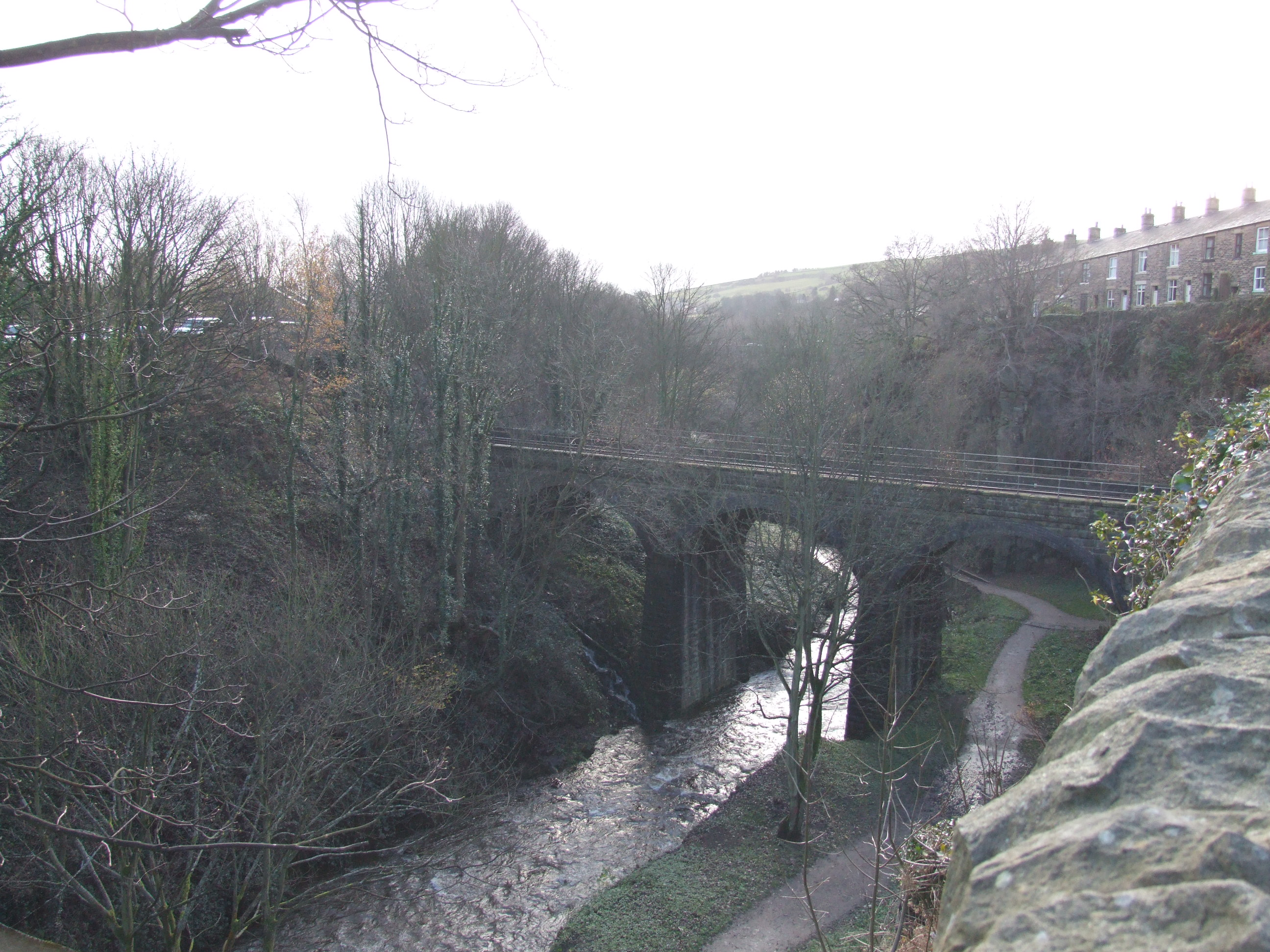
21 metrů hluboká roklina The Torrs v blízkosti soutoku řek Sett a Goyt.
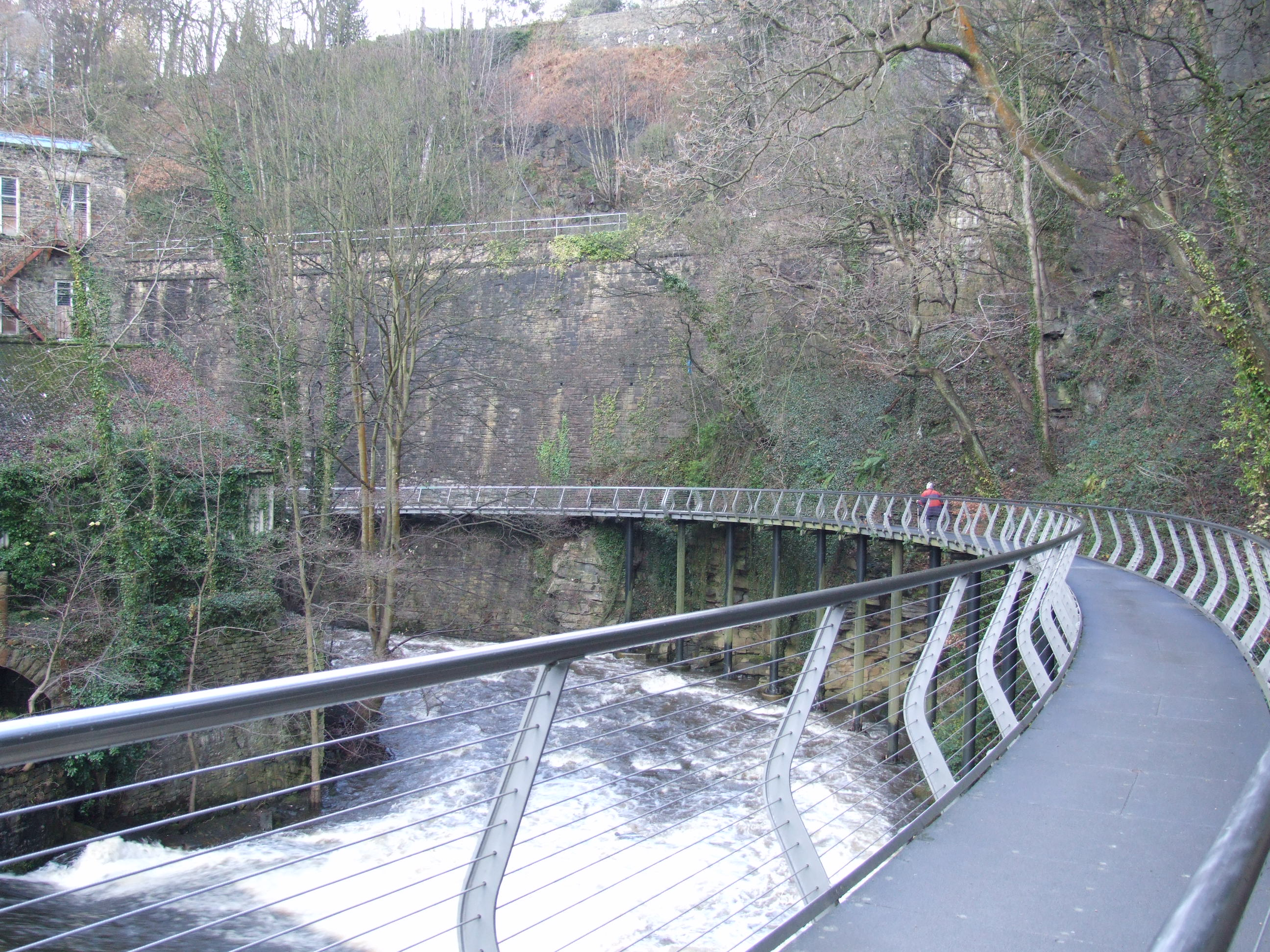
The Millenium Walkway, impozantní lávka nad řekou Goyt, postavená v roce 2000.
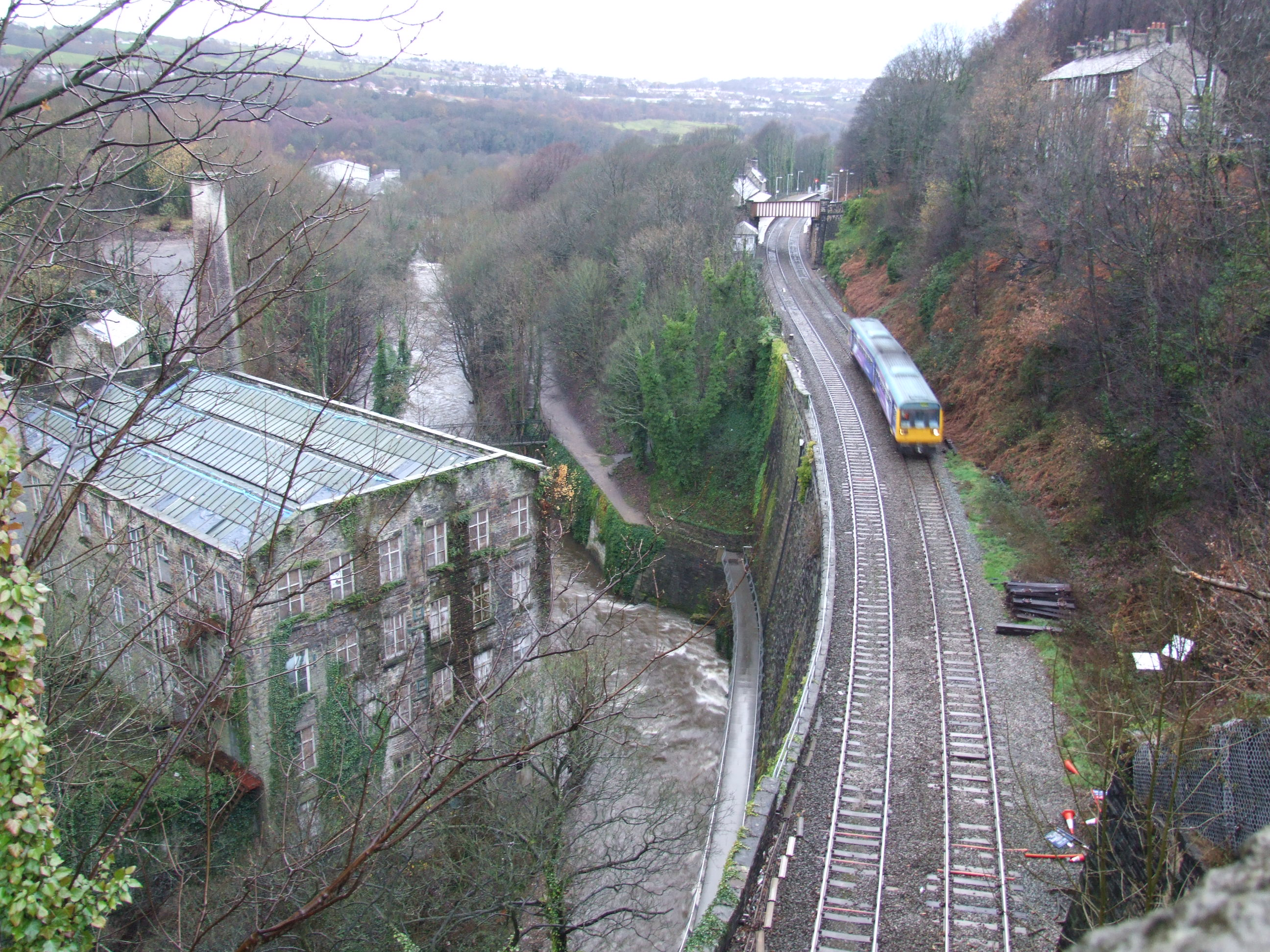
Železniční stanice New Mills Central.